# L'Enchanteur Alcofribas
L'Enchanteur Alcofribas er en fransk stumfilm fra 1903 af Georges Méliès.